# Selidosema deumbrata
Selidosema deumbrata är en fjärilsart som beskrevs av Barend J. Lempke 1952. Selidosema deumbrata ingår i släktet Selidosema och familjen mätare. Inga underarter finns listade i Catalogue of Life.